# Hudson, Indiana
Hudson är en kommun (town) i Steuben County i Indiana. Vid 2010 års folkräkning hade Hudson 518 invånare.